# Томашпільський деканат
Томашпільський деканат — один з 8 католицьких деканатів Кам'янець-Подільської дієцезії Римо-Католицької церкви в Україні.

## Парафії

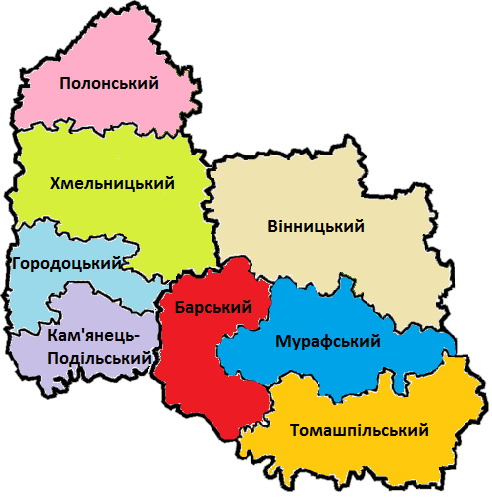
Карта деканатів Кам'янець-Подільської дієцезії

- Бершадь — Святого Єпископа Станіслава
- Вапнярка — Святої Катерини Олександрійської
- Городківка — Непорочного Зачаття Пресвятої Діви Марії
- Дзигівка — Святого Духа
- Жолоби — Вознесіння Господнього
- Стратіївка — Святого Єпископа Станіслава
- Томашпіль — Матері Божої з гори Кармель
- Чечельник — Святого Йосипа
- Яришівка — Найсвятішого Серця Господа Ісуса